# Halde Hoheward

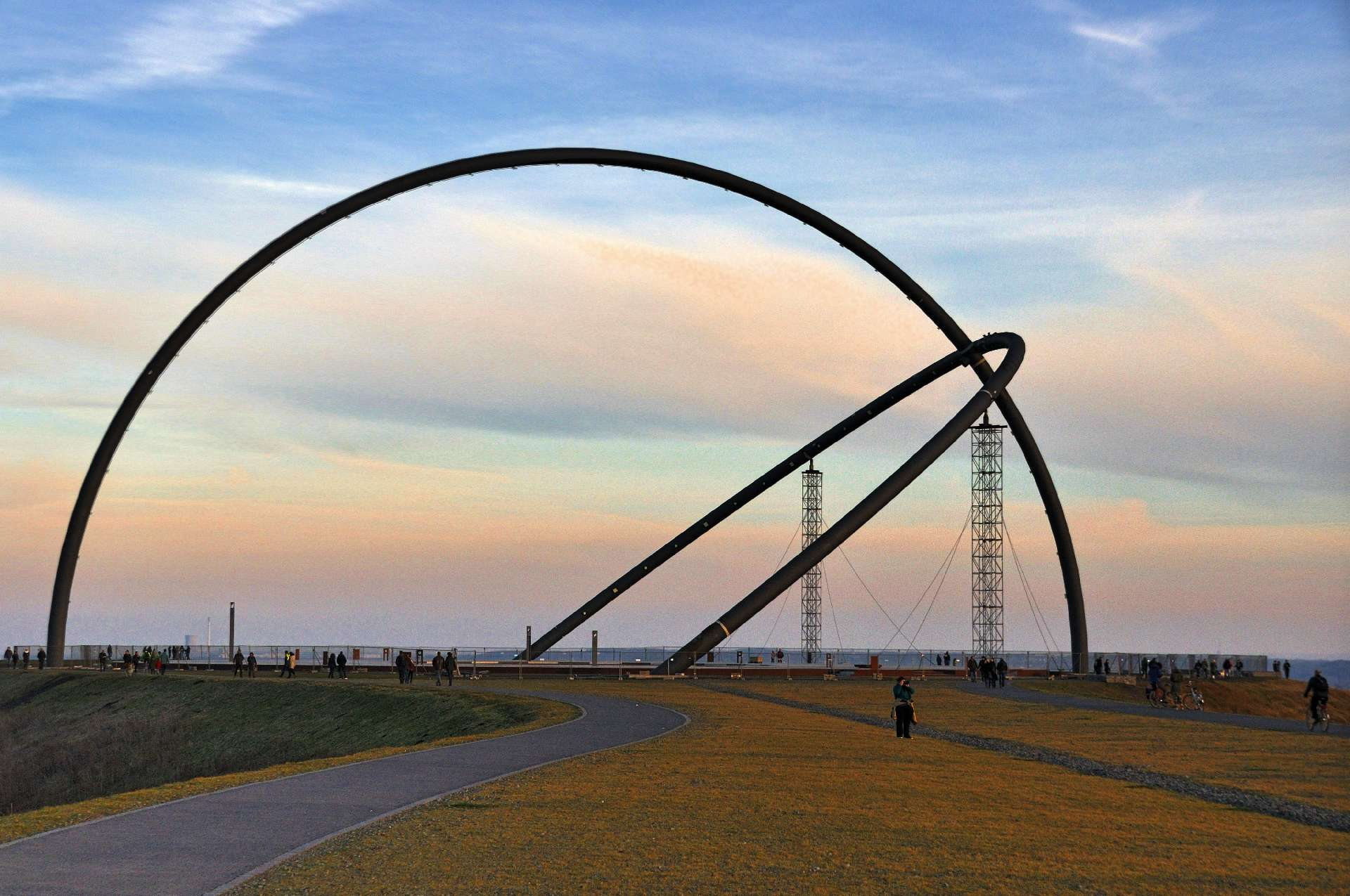
Das Horizont-Observatorium.

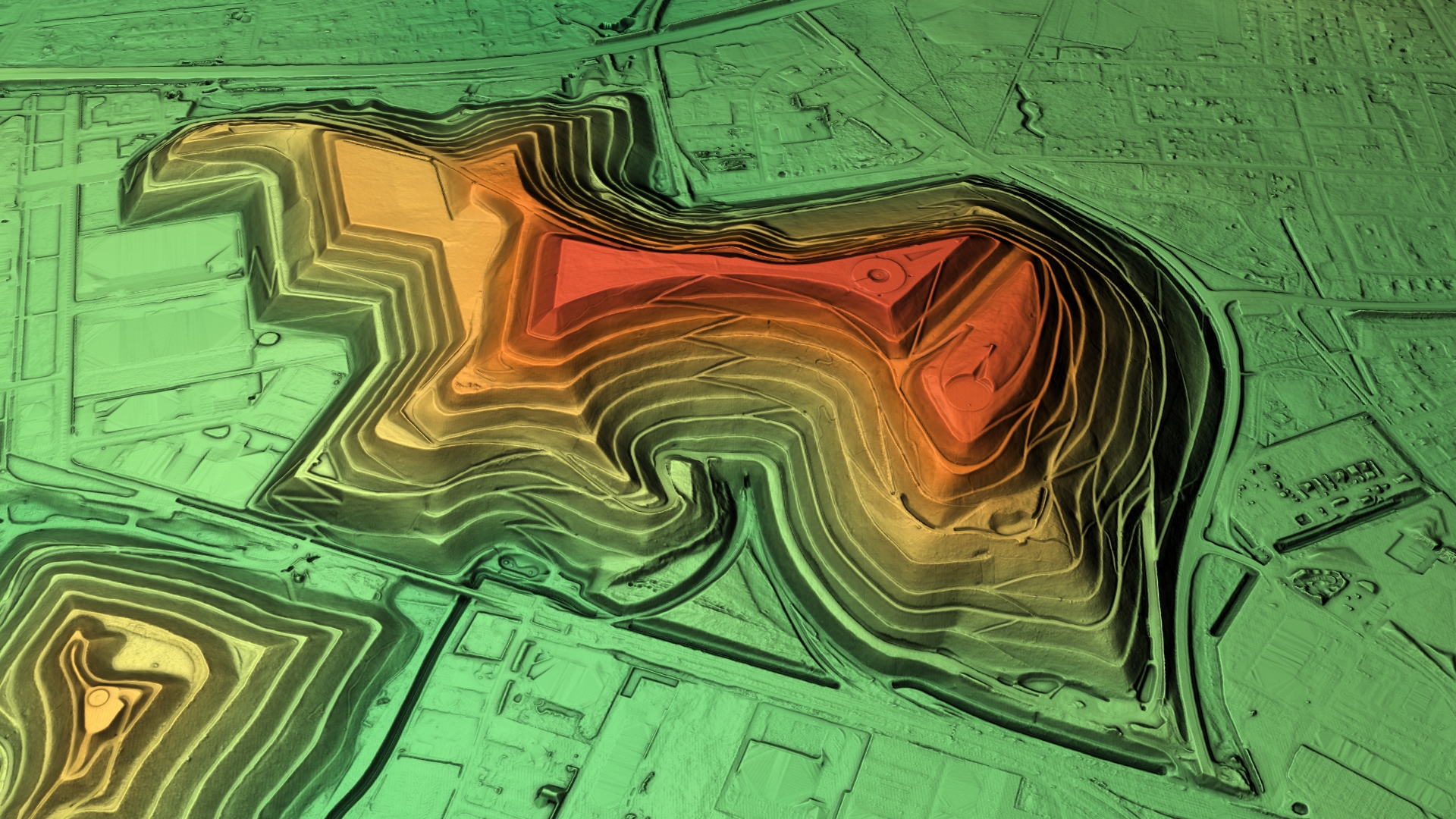
3D-Ansicht des digitalen Geländemodells

Die Halde Hoheward ist eine Bergehalde im Ruhrgebiet. Sie entstand aus Schüttungen der Zeche Recklinghausen II, der Zeche Ewald und der Zeche General Blumenthal/Haard. Zwischen den Städten Herten und Recklinghausen gelegen, jedoch mehrheitlich in der Hertener Mark (1,62 km² vs. 0,15 km² in Hochlarmark), bildet sie gemeinsam mit der Halde Hoppenbruch sowie der unweiten Zentraldeponie Emscherbruch in der westlich benachbarten Resser Mark die größte Haldenlandschaft des Ruhrgebiets. Die höchste Stelle der Halde ist mit einer Höhe von 152,5 m ü. NHN erreicht. Die Halden Hoheward und Hoppenbruch sind Teil der Route der Industriekultur und des Landschaftsparks Hoheward. Eigentümer beider Halden ist der Regionalverband Ruhr, der die Flächen von der Deutschen Steinkohle AG übernommen hat. Als Projektträger ist er für den Ausbau der Halde Hoheward verantwortlich. Bei guter Sicht ist der etwa 50 km entfernte Rheinturm in Düsseldorf zu erkennen.

## Überblick
Die Halde ist inzwischen komplett für die Öffentlichkeit freigegeben. Der westliche Teil wurde bis 2016 geschüttet und modelliert. Eine Umrundung der Halde auf Höhe der Balkonpromenade mit einer Länge von rund 6,4 km bietet Aussichten in jede Himmelsrichtung, ergänzt durch informative Panorama-Tafeln auf allen 10 Aussichts-Balkonen, die entlang der Promenade errichtet wurden. Dazu wurde im ehemals zentralen Zufahrtsbereich am Haldensüdhang die so genannte Promenadenbrücke gebaut. Sie überspannt die damalige Zufahrtsstraße, auf der Schwerkraftwagen das Bergematerial transportierten.
Im nordwestlichen Teil der Halde befindet sich oberhalb des Aussichts-Balkons 1 die Ewald-Empore, ein stählerner Aussichtsturm, von dem sich ein guter Blick auf das ehemalige Zechengelände und das Stadtzentrum von Herten bietet.
Der Bau der Halde erregte in den 1980er Jahren großes Aufsehen. Zum einen gab es Widerstand aus ökologischen Gründen: Man fürchtete, dass die Halde die Luftströmung verändern würde.
Gravierend war aber, dass sich an der Hohewardstraße – die von Herten-Süd bis zum Industriegebiet, in dem heute die Müllverbrennungsanlage RZR steht und die zwischen den beiden ursprünglichen Halden verlief – nach dem Krieg ein inoffizielles Wohngebiet gebildet hatte. Ursprünglich als Notunterkünfte und Gartenhäuschen gedacht, wurden die Häuser nach und nach illegal zu respektablen Ein- und Mehrfamilienhäusern ausgebaut. Es bildete sich eine Siedlergemeinschaft, und eine Gastwirtschaft „Rosengarten“ wurde gebaut. Im Bereich der Hohewardstraße verlief auch damals schon die Zechenbahn der RBH Logistics. Die Auseinandersetzungen endeten damit, dass allen Siedlern der Hohewardstraße im Reitkamp eine neue Siedlung gebaut wurde, einschließlich eines Restaurants „Rosengarten“. Nach Errichtung der Siedlung zogen alle Siedler der Hohewardstraße in den Reitkamp um. Die Zechenbahn wurde in einen Tunnel verlegt, ist seit Schließung der Zeche Ewald im Jahre 2000 aber nicht mehr in Betrieb. Der Tunnel ist insofern einzigartig, als er nicht wie für Tunnel üblich nach der Errichtung der Halde gebaut wurde, sondern es wurde erst der Tunnel gebaut und dann die Halde darüber aufgeschüttet. Es ist geplant den Tunnel als Fahrradtunnel bis 2027 wieder in Betrieb zu nehmen.

## Horizontobservatorium

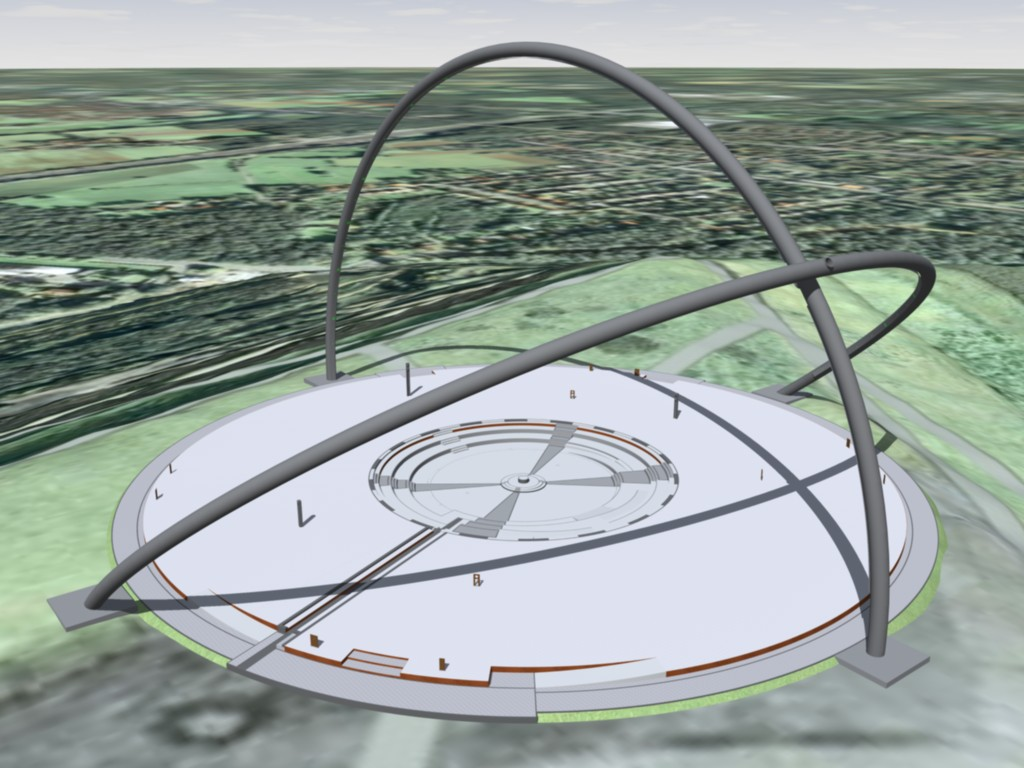
Computerstudie des Horizontobservatoriums.

Auf dem nördlichen Gipfelplateau wurde 2008 das Horizontobservatorium errichtet. Das moderne Bauwerk besteht aus einer kreisrunden, ebenen Fläche von 88 m Durchmesser, einem um 1,50 m abgesenkten Forum mit 35 m Durchmesser in der Mitte und zwei Bögen mit einem Radius von ca. 45 m, die sich wie die Großkreise Meridian und Himmelsäquator über den Platz spannen. Das Horizontobservatorium soll eine moderne Version prähistorischer Steinkreise und Bauwerke wie Stonehenge darstellen. Befindet sich der Beobachter genau in der abgesenkten Mitte des Bauwerks, breitet sich das Plateau der Halde in alle Richtungen wie ein künstlicher Horizont aus und mit Hilfe einiger Peilmarken können der Auf- und Untergang der Sonne zu wichtigen Kalendertagen wie Sommersonnenwende, Wintersonnenwende oder Äquinoktium beobachtet werden. Mittels weiterer spezieller Peilmarken können auch Mondwenden und die Präzessionsbewegung der Erdachse anhand von Fixsternpeilungen beobachtet werden. Die alles überspannenden Bögen teilen den Himmel in Ost- und Westhälfte sowie in Nord- und Südhalbkugel ein und dienen daher tagsüber als Sonnenkalender und nachts mit Hilfe einer selbstleuchtenden Skala als Orientierungshilfe am Sternenhimmel. Idee und Konzeption dieses Bauwerks stammen vom Initiativkreis Horizontastronomie im Ruhrgebiet e. V.

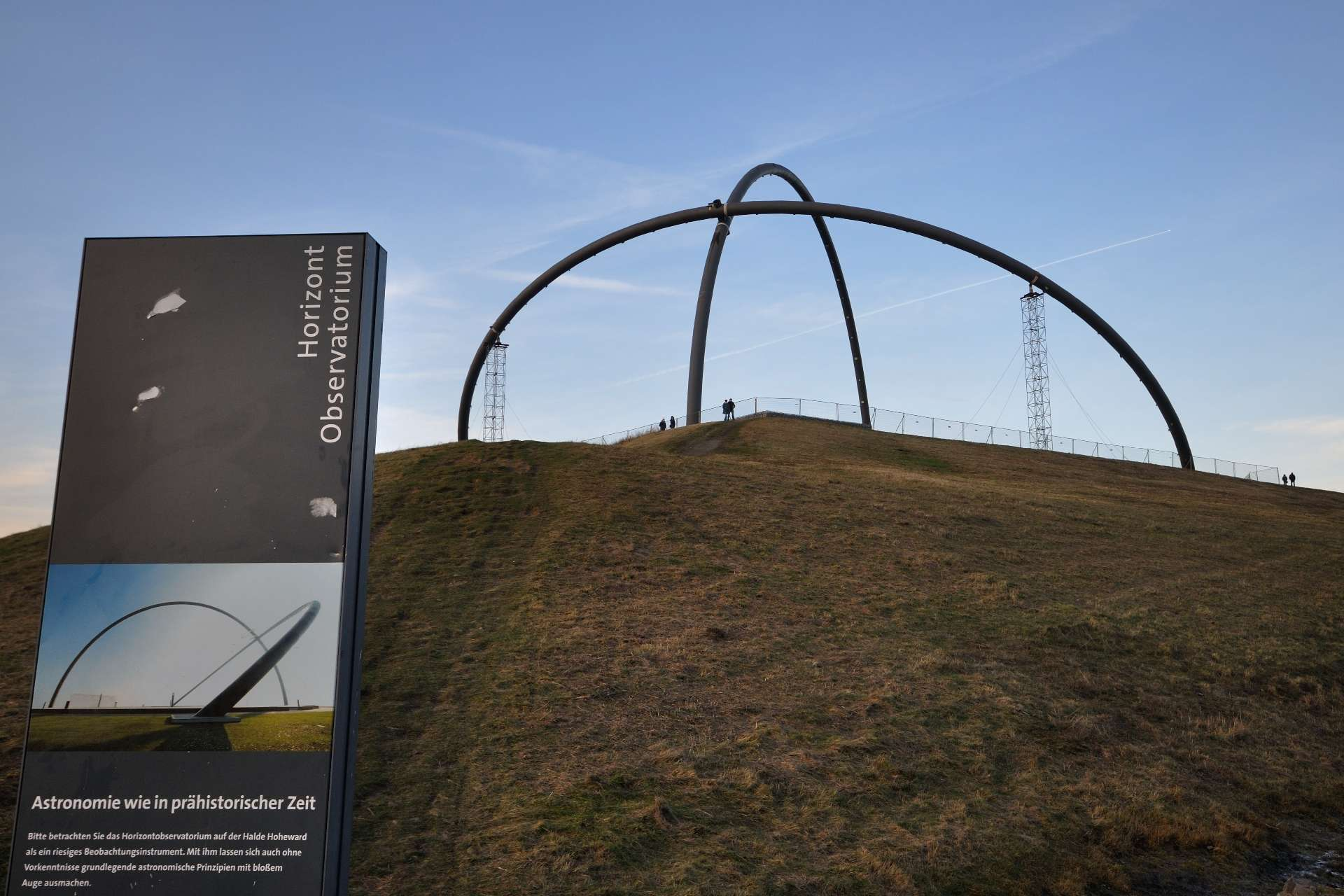
Das Horizont-Observatorium.

Schon kurz nach der Eröffnung der Anlage am 20. Dezember 2008 wurden Risse im Äquatorbogen festgestellt; am 6. Januar 2009 wurde die Anlage aus Sicherheitsgründen gesperrt und der Bogen wurde provisorisch durch zwei zusätzliche Pfeiler gestützt. Seither streiten sich der Eigentümer und die Stahlbaufirma Maurer Söhne um das Verschulden und die Beseitigung des Mangels. Im März 2010 bestellte das Landgericht Bochum zwei Gutachter. 2013 wurden Reparaturarbeiten und Windbelastungstests durchgeführt, um Entscheidungsgrundlagen über das weitere Vorgehen zu erlangen. Die Erwartung des Landgerichts Bochum, das „mehrere Monate“ für das Gutachten veranschlagt hatte, erfüllte sich nicht. Erst nach mehr als fünf Jahren legten die Gutachter im Sommer 2015 ihr Gutachten vor; die Art und Weise, wie sie das Gericht hinhielten, erregte Aufsehen. Die Baukosten des Observatoriums betrugen rund 2 Millionen Euro, die Gutachterkosten bis 2015 rund 970.000 Euro.
Dem Gutachten vom 20. Juni 2015 zufolge war der Schaden größer als bis dahin angenommen. Die Bauwerkschwingung sei Ursache für die Risse an den Schweißnähten. Die Kosten der Reparatur wurden auf 1,9 bis 5 Millionen Euro geschätzt. Ein Abriss erschien nicht unwahrscheinlich.
Das Satire-TV-Magazin extra 3 thematisierte 2015 das ‚Observatorium‘ in seiner Rubrik der reale Irrsinn.
Im November 2024 akzeptierte der RVR einen vom Bochumer Landgericht erarbeiteten Vergleichsvorschlag über die Sanierungskosten, so dass eine Wiedereröffnung absehbar wird.
Im Februar 2025 bestätigte das Landgericht Bochum das offizielle Zustandekommen des Vergleichs durch Gerichtsbeschluss vom 16. Dezember 2024. Festgeschrieben ist darin, dass die fünf Beklagtenparteien, darunter ein Windgutachter, ein Architekt und eine Stahlbaufirma, insgesamt rund 4,1 Millionen Euro an den RVR zahlen.

## Drachenbrücke

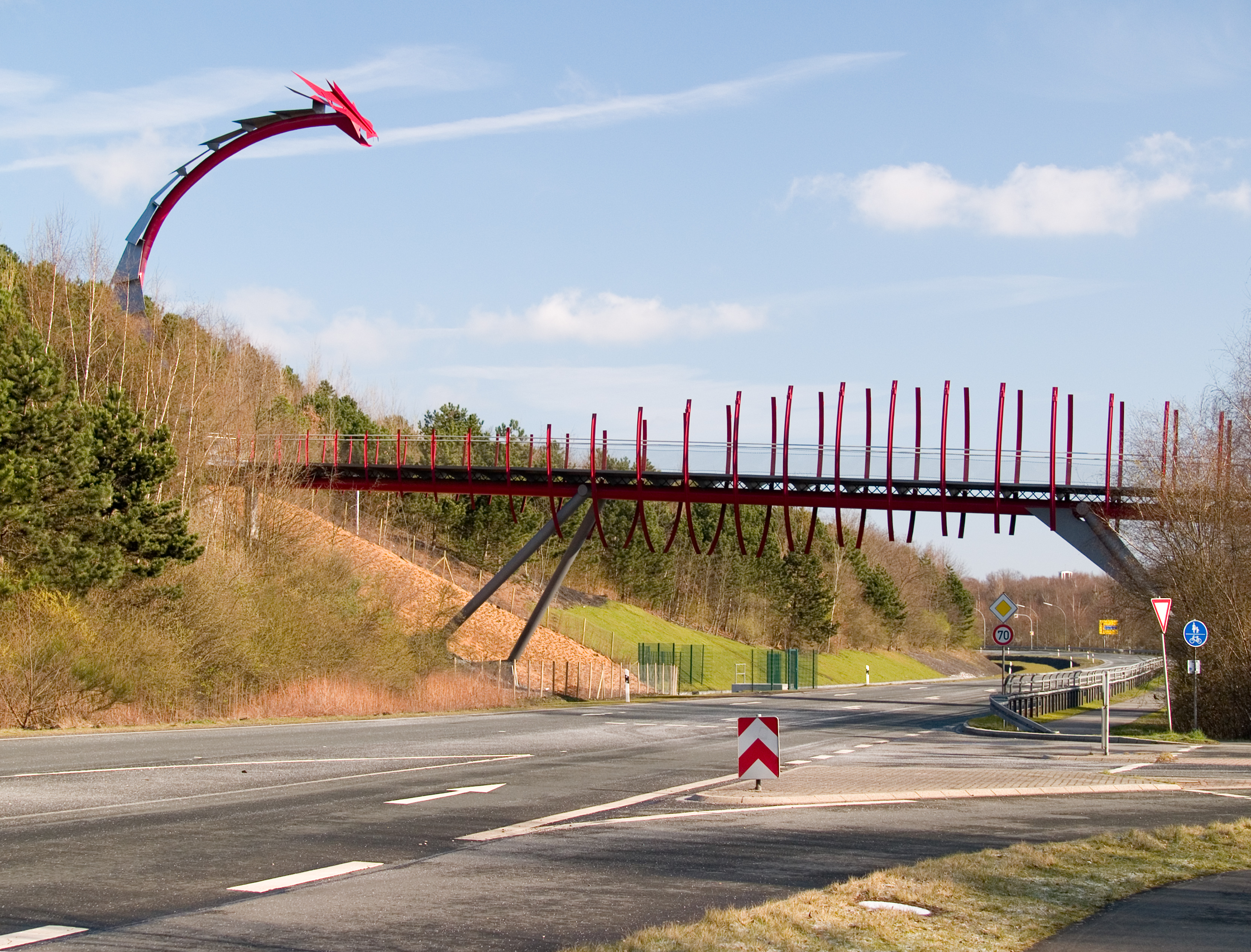
Die Drachenbrücke über die Cranger Straße, links die Halde.

Die Drachenbrücke verbindet seit Anfang 2008 den Stadtteilpark Hochlarmark (ehemaliges Gelände der Zeche Recklinghausen II) und die dahinter liegende Dreieck-Siedlung mit der Halde Hoheward. Sie wurde von Ralf Wörzberger entwickelt. Fußgängern sowie Radfahrern bietet die Brücke einen geschwungenen Überweg über die Cranger Straße in Form eines Drachenskelettes, dessen Rippen als Halter für das Geländer dienen. Drachenhals und -kopf sind zurückgewandt, als würde der Drache auf seine Besucher hinunterblicken. Die Länge der Pylonen über der Fahrbahn zur Cranger Straße beträgt 18 m und die Breite der Fahrbahnträger beträgt 3,5 m. Die Eröffnung des 1,5 Millionen Euro teuren Bauwerks verzögerte sich mehrfach. Gründe dafür waren unter anderem planerische Mängel und die gestiegenen Baukosten durch den erhöhten Weltmarktpreis für Stahl. Obwohl das Bauwerk eine eher leichte Konstruktion vermuten lässt, beläuft sich die Gesamtmasse doch auf 198 Tonnen. Die Drachenbrücke ist ohne den Drachenkopf 165 Meter lang. Die Brücke war oft von Vandalismus betroffen, so wurde sie mit Graffiti beschmiert und es wurden Schlösser an ihr befestigt, die regelmäßig entfernt werden müssen.

## Sonnenuhr mit Obelisk

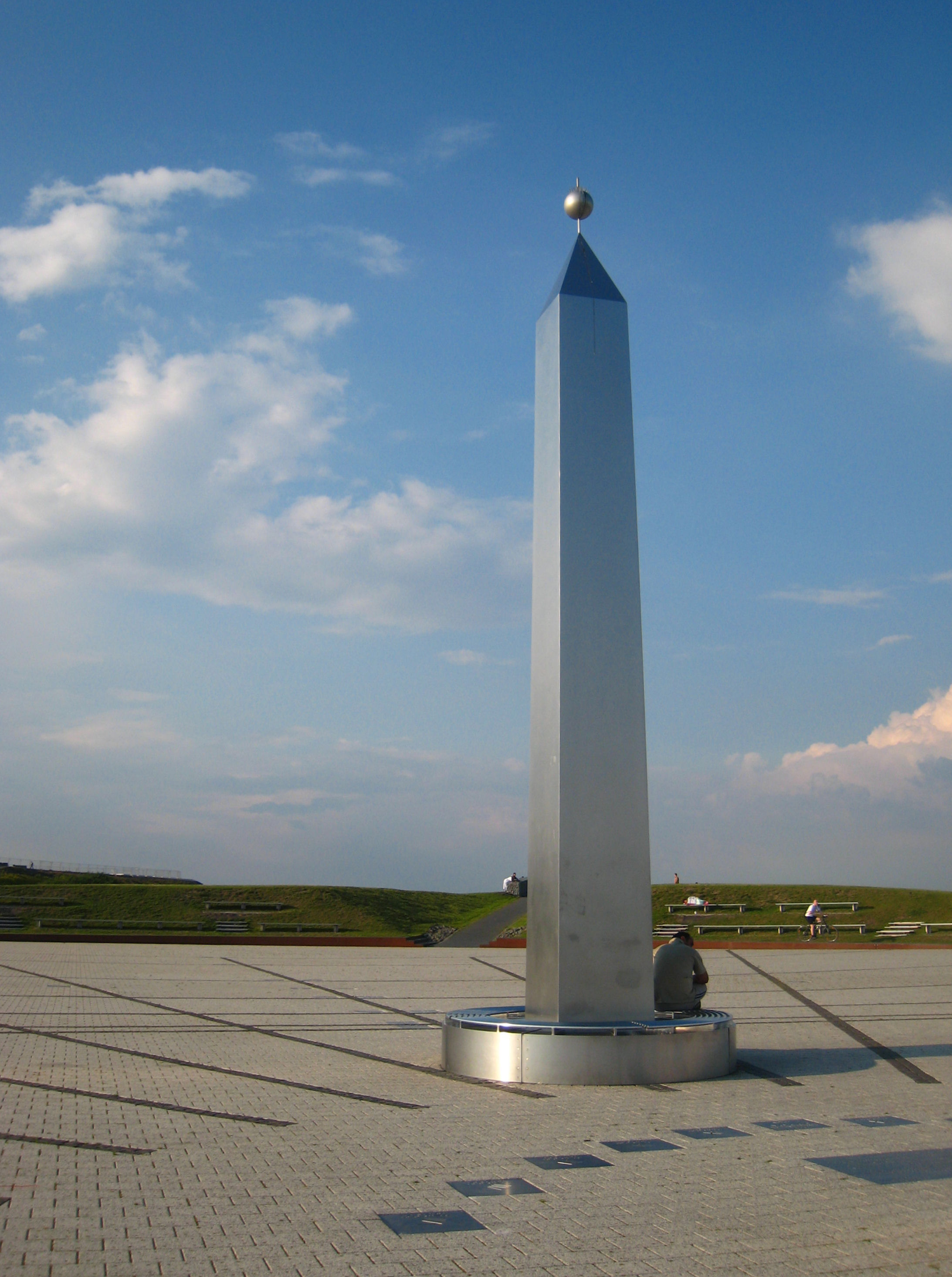
Der Obelisk als Träger einer Kugel, deren Schatten als Zeiger für die Wahre Ortszeit fungiert.

Die rund 3.000 m² große Horizontalsonnenuhr liegt auf dem südlichen Plateau in einer Höhe von etwa 140 m ü. NHN. Als Zeiger dient ein exzentrisch stehender, 8,50 m hoher Edelstahl-Obelisk, der seinen Schatten auf die kreisrunde Fläche mit einem Durchmesser von 62 m wirft. Die Oberfläche, welche das Solarium des römischen Kaisers Augustus zum Vorbild hat, besteht aus hellen Pflastersteinen. Durchzogen wird es von 20 cm breiten Bahnen aus schwarzem Pflaster. Diese sehr präzise Ausführung ermöglicht dem Besucher bei geeigneter Witterung eine genaue Ablesung der Uhrzeit (Wahre Ortszeit) und des Datums. Zu diesem Zweck sind zahlreiche Erläuterungen in die Fläche eingelassen worden. Eine Besonderheit ist, dass die Fläche absolut eben ausgeführt ist. Damit es zu keiner Pfützenbildung kommt, wurde poröses Pflaster verwendet, durch welches das Wasser in den Untergrund gelangt.
Die Sonnenuhr mit dem Obelisken diente im Sommer 2023 als Kulisse für die 99. Auflage der FAZ-Kampagne Dahinter steckt immer ein kluger Kopf.

## Balkonpromenade und Himmelsstiegen

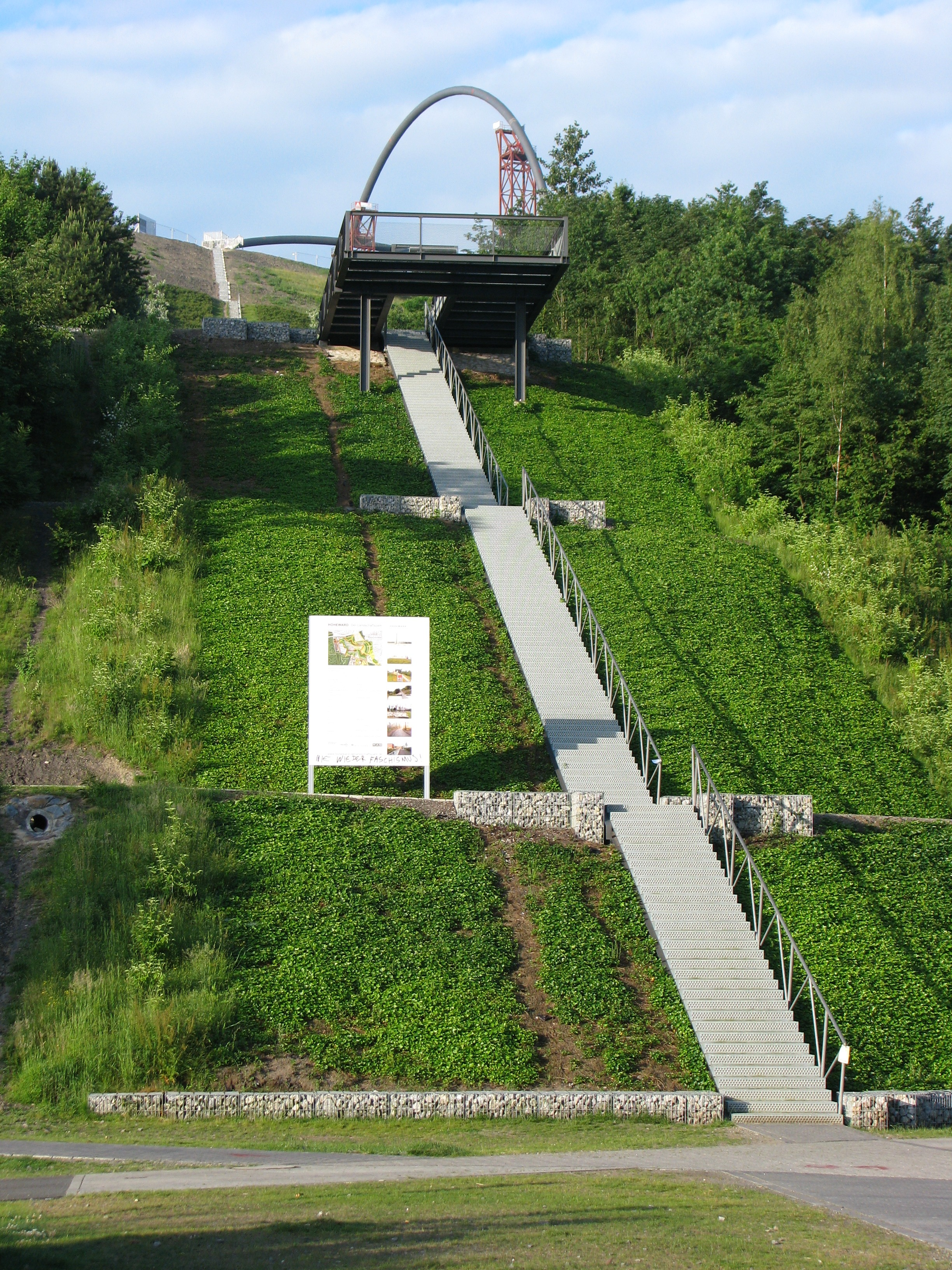
Himmelsstiege, im Hintergrund oben das Horizontobservatorium im Bau.

Auf der Halde entstand ein strukturiertes System von Wegen, Aufgängen, Stiegen und Aussichtspunkten, das den Zugang von allen Seiten möglich macht. Im unteren Bereich umspannt eine rund sechs Kilometer lange Balkonpromenade mit zehn Aussichtsbalkonen die gesamte Halde. Vom Salentinplatz aus überwindet man über eine Treppen-/Stiegenkonstruktion mit 529 Stufen die etwa 110 Höhenmeter zum Horizontobservatorium.
Im Endausbau sollen rund um die Halde herum aus den Stadtteilen zwölf Aufgänge - wie bei den Ziffern einer Uhr - zum Observatorium hinaufführen.